# Robby Müller Award
De Robby Müller Award is een prijs die sinds 2020 wordt uitgeloofd door de Netherlands Society of Cinematographers, in samenwerking met het International Film Festival Rotterdam (IFFR) en Andrea Müller-Schirmer, Robby Müllers weduwe. Deze prijs wordt jaarlijks uitgeloofd aan "een 'beeldmaker' (director of photography, filmmaker of visueel kunstenaar) die in de geest van Müller, een "authentieke, geloofwaardige en emotioneel treffende visuele taal heeft gecreëerd gedurende zijn of haar oeuvre". Gedurende het IFFR wordt de winnaar beloond met een gallery print van een van Robby Müller's Polaroids. Daarnaast krijgt de winnaar de kans zijn of haar werk te presenteren in een masterclass.
Winnaars van de prijs zijn:
| Jaar | Prijswinnaar        | Functie         | Land van oorsprong |
| ---- | ------------------- | --------------- | ------------------ |
| 2020 | Diego García        | Cinematographer | Mexico             |
| 2021 | Kelly Reichardt     | Filmmaker       | Verenigde Staten   |
| 2022 | Sayombhu Mukdeeprom | Cinematographer | Thailand           |
| 2023 | Hélène Louvart      | Cinematographer | Frankrijk          |